# Всходы (Брестская область)
Всходы (бел. Усходы) — деревня в Дрогичинском районе Брестской области Беларуси. Входит в состав Немержанского сельсовета.

## География
Деревня находится в южной части Брестской области, при автодороге Н-662, на расстоянии приблизительно 11 километров (по прямой) к северо-западу от города Дрогичина, административного центра района. Абсолютная высота — 150 метров над уровнем моря. Площадь населённого пункта — 0,3711 км².

## История
В письменных источниках начинает упоминаться начиная с XVIII века.
По состоянию на 1905 год, в Сходах проживало 123 человека. В административном отношении деревня входила в состав Именинской волости Кобринского уезда Гродненской губернии.
Согласно Рижскому мирному договору (1921), деревня вошла в состав межвоенной Польши. Входила в состав гмины Брашевиче Дрогичинского повета Полесского воеводства. В 1921 году числилось 94 жителя, проживавших в 22 домах. В этническом составе населения того периода белорусы составляли 100 %. В конфессиональном составе населения преобладали православные христиане (100 %).
С 1939 года в БССР, с 1940 года в составе Немержанского сельсовета.

## Население
По данным переписи 2019 года, в деревне проживало 8 человек.
| Год  | Население, человек |
| ---- | ------------------ |
| 1905 | 123                |
| 1921 | ↘ 94               |
| 1959 | ↗ 105              |
| 1970 | ↘ 88               |
| 1995 | ↘ 37               |
| 2005 | ↘ 25               |
| 2009 | ↘ 19               |
| 2019 | ↘ 8                |